# Pallone bomba

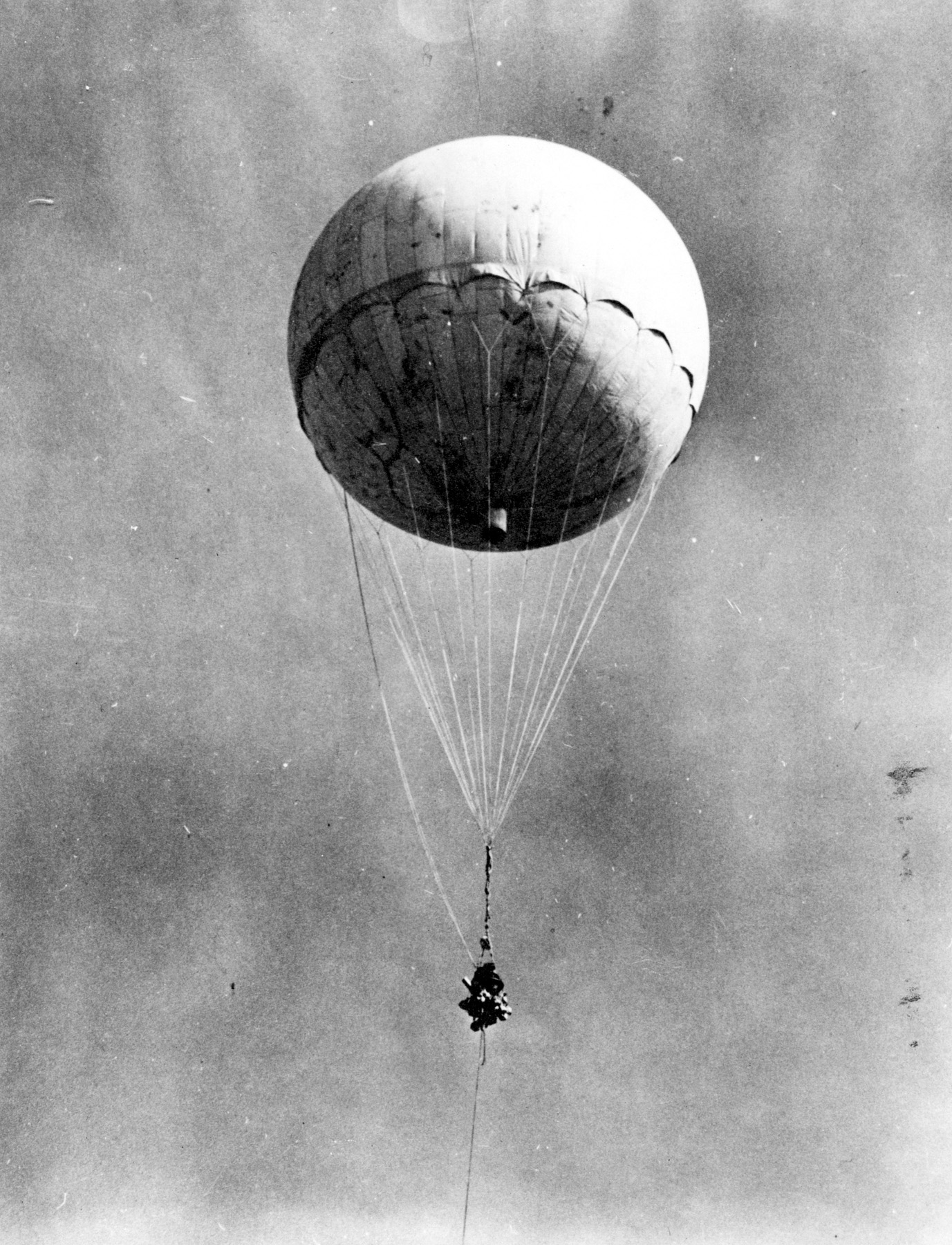
Un pallone bomba giapponese

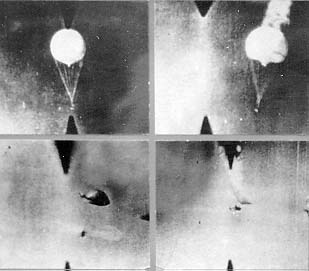
Una camera fissa un pallone mentre viene colpito

Un pallone bomba è un pallone aerostatico non guidato che trasporta ordigni esplosivi o incendiari, realizzato al fine di colpire a distanza il territorio avversario nel corso di un conflitto.
I primi esempi noti di impiego di tale tecnica riguardano i Ballonbomben (dal tedesco, traduzione letterale di "pallone bomba") utilizzati dalle truppe austro-ungariche durante l'insurrezione veneziana della Repubblica di San Marco nel 1848. L'impiego a scopo offensivo dei palloni aerostatici non guidati venne ripreso durante la seconda guerra mondiale sia dagli inglesi che dai giapponesi: nel primo caso, con l'Operazione Outward, l'obiettivo era di colpire il territorio della Germania nazista, nel secondo il bersaglio era costituito dal (ben più distante) territorio continentale degli Stati Uniti d'America.
Il termine di "pallone bomba", nella storiografia, è riferito prevalentemente ai palloni bomba (風船爆弾?, fūsen bakudan) giapponesi, generalmente noti con l'abbreviazione Fu-Go.

## Sviluppo
I primi studi giapponesi relativi all'impiego di palloni aerostatici risalgono ai tardi anni venti del XX secolo e prendevano in considerazione diverse possibilità: dal loro utilizzo per fini propagandistici (mediante il lancio di volantini), fino al trasporto di truppe. I primi studi furono svolti dall'Dai-Nippon Teikoku Rikugun (Esercito Imperiale Giapponese) ma non sfociarono in alcun tipo di utilizzo pratico.
Il Laboratorio Scientifico Militare Giapponese studiò la fattibilità di un pallone che, sfruttando le correnti in quota, potesse percorrere i 10 000 km necessari al raggiungimento delle coste statunitensi; l'idea venne comunque, almeno al momento, accantonata.
Con lo scoppio della seconda guerra mondiale l'idea venne ripresa dal Maggior Generale Sueyoshi Kusaba, del Laboratorio Tecnico di Ricerca della 9ª Armata che richiese l'assegnazione di strutture per la conduzione di test e la realizzazione dei manufatti. Tali richieste rimasero ad un punto morto fino all'aprile del 1942.
In seguito alla realizzazione dell'incursione aerea su Tokyo da parte dell'United States Army Air Forces, il 18 aprile 1942, le autorità militari giapponesi diedero disposizione affinché venissero compiuti studi pratici per la realizzazione di palloni aerostatici mediante i quali bombardare il territorio continentale degli Stati Uniti d'America.
Dalle fonti reperite risulta che anche la Marina fosse coinvolta nello sviluppo di una propria versione dei palloni bomba, per altro con scarso (se non nullo) coordinamento con il progetto curato dall'Esercito. Per la Marina il progetto era seguito dal Capitano di corvetta Kiyoshi Tanaka: prevedeva che il lancio dei palloni fosse effettuato da sottomarini che li avrebbero liberati dopo essersi portati in prossimità della costa orientale degli Stati Uniti; venne così realizzato un pallone (dal diametro di 6 m) per il quale era richiesta un'autonomia di 300 km; durante lo svolgimento delle prove, il pallone risultò essere in grado di volare per 30 ore alla quota di 8 000 m coprendo la distanza di 1 000 km.
Nel frattempo, tuttavia, la Marina giapponese era venuta a trovarsi in una situazione di carenza di unità alle quali affidare il compito di lanciare i palloni bomba; le autorità giapponesi diedero quindi disposizione di sviluppare palloni in grado di percorrere i 10 000 km che separano la madrepatria dalle coste statunitensi.
Furono quindi compiuti diversi studi relativi alle correnti a getto al fine di determinarne la direzione ed allo scopo fu realizzata una sonda radio in grado di raccogliere, e trasmettere alla base di lancio, i dati relativi alle missioni di prova dei palloni (in termini di rotta, altitudine, pressione interna, rilascio del carico offensivo).
I voli sperimentali ebbero inizio nella tarda estate del 1944; le fonti reperite concordano nell'indicare la realizzazione di due diverse tipologie di palloni (indicate come "Tipo A" e "Tipo B"), ma non sono unanimi nell'indicazione della rispettiva origine: da un lato la realizzazione dei palloni impiegati operativamente sarebbe da attribuire all'Esercito Imperiale (ed in questo caso i due tipi di palloni sarebbero sviluppi tra loro connessi), dall'altro il secondo progetto sarebbe stato realizzato dalla Marina.
Comunque sia, i primi lanci di palloni armati di esplosivi e destinati a colpire il suolo nordamericano ebbero inizio nei primi giorni di novembre del 1944.

## Descrizione tecnica
Concettualmente i due tipi di pallone erano identici: gonfiati con idrogeno trasportavano, agganciati ad una ruota con quattro raggi, sia il carico offensivo che la zavorra (costituita da sacchetti di sabbia). Al di sopra di questa struttura circolare era posizionata l'unità di controllo che, rilevando l'altitudine del volo, interveniva facendo cadere due sacchetti di sabbia nel caso il pallone scendesse sotto i 9 000 m di quota (le funi venivano recise mediante piccole cariche esplosive attuate elettricamente) oppure azionava la valvola di sfiato dell'idrogeno nel caso la quota avesse superato gli 11 600 m. Dopo tre giorni di volo (tempo sufficiente per raggiungere il territorio nordamericano) l'unità di controllo attivava una miccia collegata ad una piccola carica che provocava la distruzione dell'involucro del pallone, facendo così cadere al suolo il carico bellico offensivo.
Quest'ultimo era costituito da due bombe incendiarie e da una singola bomba a frammentazione del peso di 15 kg.
Il peso degli esplosivi trasportati, della zavorra e dell'unità di controllo raggiungeva i 450 kg per cui i palloni, per poter adempiere al compito per il quale erano stati realizzati, dovevano avere un diametro di circa 10 m ed un volume di 540 m3.
Dal punto di vista strutturale i due diversi tipi di pallone (sull'identificazione dei quali le fonti reperite si trovano agli estremi opposti) differivano tra loro per il materiale impiegato per la realizzazione: in un caso l'involucro era costituito da tela di seta rivestita in gomma, mentre nel secondo caso (al fine di ridurre i costi) il pallone era costituito di fogli di washi, un tipo di carta ottenuta dalle fibre di gelso da carta, tenuti insieme da una colla vegetale ottenuta dal Konjac (una pianta della famiglia delle Araceae), nota in Giappone come Lingua del Diavolo.

## Impiego operativo

### Lanci e loro effetti
I primi lanci di palloni dotati di ordigni risalgono al novembre del 1944. Le basi di lancio erano situate lungo la costa orientale del Giappone: Nakoso (nella Prefettura di Fukushima), Ichinomiya e Ōtsu.
Il numero di palloni realizzati è stimato intorno alle 9 000 unità, mentre quello dei manufatti effettivamente lanciati sarebbe di circa 6 000. Altre fonti indicano in 9 000 il numero di palloni effettivamente lanciati.
Il reale effetto dei lanci è di difficile ricostruzione: da un lato la vastità del territorio interessato, dall'altra la coltre di silenzio che le autorità statunitensi e canadesi richiesero ai mezzi d'informazione hanno contribuito a ridurre o confondere le informazioni disponibili in materia. Le stesse fonti reperite forniscono, ancora una volta, dati tra loro discordanti: si va dai 258 rinvenimenti accertati su tutta la costa del continente americano (dall'Alaska al Messico settentrionale) ai 361 casi confermati sul continente, cui sarebbero da aggiungere 210 palloni ripescati in mare e circa 100 esplosi (o fatti esplodere) in volo.
L'unico evento, di cui si ebbe notizia al tempo, che provocò vittime civili è fatto risalire (in questo caso in maniera concorde) all'esplosione di un pallone rinvenuto il 5 maggio 1945 nei dintorni di Bly (piccola località della contea di Klamath, Oregon): l'oggetto sconosciuto attirò l'attenzione dei membri di un gruppo parrocchiale che incautamente causarono lo scoppio degli ordigni ad esso collegati, provocando così la morte di cinque ragazzini e di una donna in stato di gravidanza..
Il risultato di maggior effetto ottenuto da un pallone bomba, tenuto nella massima segretezza da parte delle autorità degli Stati Uniti, venne conseguito il 10 marzo del 1945 quando l'esplosivo portato da uno dei palloni provenienti dal Giappone causò l'interruzione della linea elettrica che alimentava l'edificio contenente il reattore nucleare situato nell'Hanford Site, nel quale (nell'ambito del Progetto Manhattan) avveniva la produzione del plutonio che sarebbe stato successivamente impiegato per la realizzazione della bomba lanciata sulla città di Nagasaki.

### Il silenzio degli Stati Uniti
Dal canto loro le autorità degli Stati Uniti e del Canada inizialmente ebbero solo la sensazione che stesse avvenendo qualcosa di strano: ancora nei primi giorni di gennaio del 1945 la rivista Newsweek parlava in un proprio articolo di "mistero dei palloni" ma l'Office of Censorship (Ufficio per la Censura) chiedeva alle radio ed agli organi di stampa di non menzionare palloni o palloni bomba per timore che tali informazioni potessero far pensare al nemico di aver avuto successo con tali armi.
Solo nella seconda di metà di gennaio del 1945 le autorità militari affidarono alla Fourth Air Force il coordinamento della difesa contro i palloni-bomba. Il lasso di tempo trascorso tra i primi avvistamenti e la reazione articolata dell'aviazione fu causato sia dall'incertezza circa la provenienza della minaccia che dalla difficoltà nel comprenderne gli obiettivi. Nessuno inizialmente credeva che i palloni potessero arrivare direttamente dal Giappone, ma piuttosto si pensava che fossero lanciati da unità sbarcate sulle coste da parte di sommergibili. Teorie più fantasiose sostenevano che i palloni potessero essere frutto dell'operato di prigionieri di guerra tedeschi o di nippo-americani trattenuti nei centri di internamento. Solamente le ricerche condotte dai componenti le Military Geological Unit (che studiarono la composizione della sabbia contenuta nei sacchetti per la zavorra dei palloni o le diatomee che questa portava con sé) riuscirono a stabilire l'origine precisa dei palloni, fino ad individuarne le spiagge.
Solamente verso la fine di maggio del 1945 venne autorizzata la pubblicazione o la divulgazione di notizie inerenti agli attacchi subiti a mezzo di palloni: anche in questo caso, comunque, l'Ufficio per la Censura limitò l'accuratezza delle notizie, lasciando spazio a generiche informazioni che non permettessero al nemico di estrapolare dettagli concernenti i luoghi di atterraggio o i danni realmente causati alle persone o alle infrastrutture.

### Gli obiettivi
In merito agli obiettivi di tale tipo di attacco venne presa in particolare considerazione la possibilità che gli ordigni potessero rappresentare veicolo per un attacco di tipo biologico o chimico. La consapevolezza delle difficoltà connesse all'impiego di tali tipologie di armi ed il rinvenimento esclusivo di ordigni di tipo convenzionale (incendiario o a frammentazione) condussero ben presto a ridimensionare la minaccia rappresentata dai palloni, sia per la quantità di esplosivo trasportabile (di scarsa rilevanza) sia per l'impossibilità di governare un mezzo di quel tipo (con scarsissima percentuale di successo contro obiettivi sensibili). Tuttavia il governo statunitense coinvolse i servizi sanitari, i veterinari e le direzioni delle scuole agrarie nel programma di difesa da eventuali attacchi biologici, così come furono formate squadre di decontaminazione e costituiti depositi di maschere antigas, tute ed agenti decontaminanti in posizioni ritenute strategiche. La conferma che il Giappone non tentò attacchi chimici o biologici con l'impiego dei palloni sarebbe venuta solamente nel dopoguerra, secondo le dichiarazioni rilasciate dagli stessi responsabili del progetto.
Venne anche presa in considerazione la possibilità che i palloni fossero in grado di trasportare persone, ma (una volta scoperta la provenienza) valutazioni circa le distanze da coprire e le quote operative (che avrebbero richiesto l'impiego di equipaggiamenti pesanti e sofisticati) portarono ad escludere anche questo tipo di minaccia.
In relazione ai ritrovamenti avvenuti, gli obiettivi più probabili dei palloni-bomba furono quindi le zone boscose del continente nordamericano: l'impiego di tali armi nei mesi estivi avrebbe potuto causare danni e costringere Stati Uniti e Canada a destinare risorse alla difesa da tali attacchi, distogliendole da altri compiti senza richiedere (per contro) l'impiego massiccio di risorse né particolare accuratezza nel raggiungimento di bersagli specifici.

### La difesa in termini operativi
I vertici della 4th Air Force, cui venne assegnato il coordinamento delle azioni di contrasto ai palloni bomba, si affidarono (almeno nella prima fase del loro lavoro) all'identificazione "a vista" degli ordigni: tutti i piloti di velivoli che (a vario titolo) si trovavano a volare nei pressi della costa occidentale del Nordamerica vennero istruiti al fine di segnalare qualsiasi tipo di pallone (o di oggetti non identificabili) che fossero stati avvistati.
Importanza considerevole venne assegnata anche alle previsioni meteorologiche che consentivano di determinare la possibilità di attacchi con i palloni sulla scorta delle condizioni meteo presenti nelle zone di lancio.
Appositi reparti di velivoli da caccia vennero predisposti presso il Paine Field (situato nella Contea di Snohomish), la Quillayute Naval Air Station (Contea di Clallam) e la Shelton Naval Air Station (Contea di Mason); questi reparti, tenuti in costante stato di allerta, impiegavano prevalentemente caccia Lockheed P-38 Lightning e Northrop P-61 Black Widow.
Analogamente la Royal Canadian Air Force attivò propri reparti destinati a tale compito: in questo caso furono attivate due basi operative (entrambe sull'Isola di Vancouver, Columbia Britannica) negli aeroporti di Patricia Bay e di Tofino; i velivoli impiegati furono Hawker Hurricane, Curtiss P-40 e de Havilland DH.98 Mosquito.
Il passo successivo fu quello di studiare la possibilità di individuare i palloni mediante apparecchiature radar: la difficoltà maggiore era rappresentata dalla dimensione relativamente ridotta delle parti metalliche che componevano i palloni-bomba. Venne così realizzato un primo programma battezzato Sunset Project (in inglese Progetto Tramonto) durante il quale vennero effettuati test, realizzati con l'impiego di ricostruzioni appositamente lanciate: questi determinarono che le possibilità di avvistamento erano scarse fino alla quota di 10 000 ft (pari a poco più di 3 000 m) e nulle per le quote superiori.
Un piano dettagliato (definito Joint Western Sea Frontier-Western Defense Command Plan) venne ultimato nell'agosto del 1945 ma non venne mai reso di pubblico dominio (anche perché nel frattempo la minaccia era venuta meno).

### Abbandono del progetto
Le autorità militari giapponesi stimarono fin dall'inizio che solamente il 10% dei palloni lanciati avrebbe potuto raggiungere il Nord America ed i dati noti circa il loro rinvenimento non sono molto lontani da queste stime.
Il muro di silenzio che i militari di Stati Uniti e Canada riuscirono ad innalzare intorno agli effetti dei palloni-bomba contribuì a far considerare il loro impiego di scarsa rilevanza, tanto più in considerazione del fatto che l'impiego delle risorse (per quanto reso meno dispendioso con il passare del tempo) era comunque significativo: si stima che il costo per la realizzazione di un pallone arrivasse a circa 2 300 dollari (calcolati al cambio in vigore prima dello scoppio della guerra). Ulteriori difficoltà nella realizzazione dei palloni si ebbero quando due dei tre impianti per la realizzazione dell'idrogeno furono distrutti nel corso di attacchi condotti da bombardieri dell'USAAF sul territorio giapponese.
In questo contesto nel mese di maggio del 1945 il generale Kusaba ricevette l'ordine di interrompere il programma di lanci, proprio quando (in seguito all'evento luttuoso avvenuto il 5 di quel mese) gli Stati Uniti decisero di rendere pubblico il tipo di minaccia e prima che il Sunset Project potesse divenire operativo.